# Fächertorte

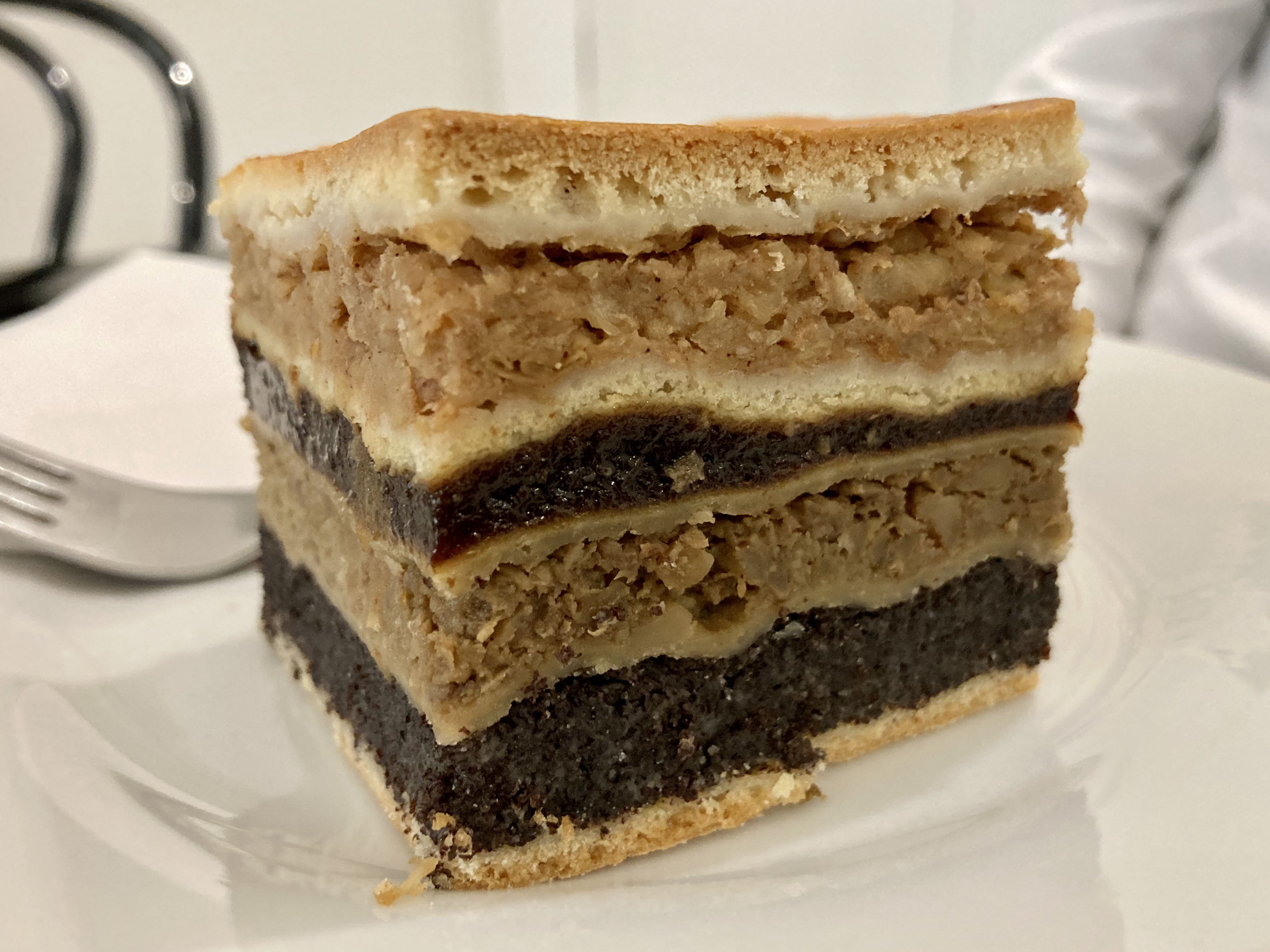
Flódni im Café Eskeles, Wien

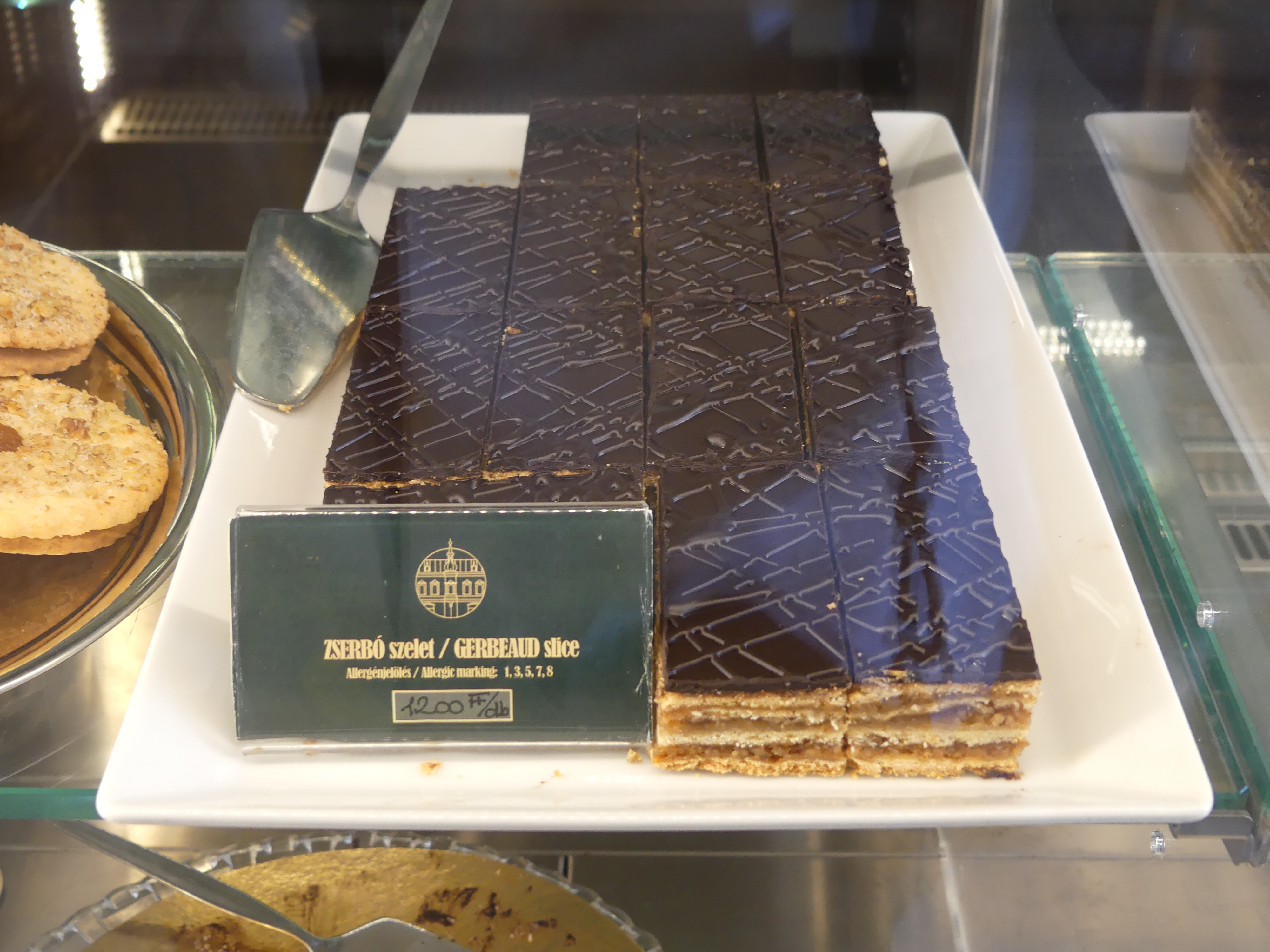
Zserbo szelet (Gerbeaud Schnitten)

Die Fächertorte ist eine Torte, die sich aus mehreren Lagen Mürbeteig, Äpfeln, Walnüssen, Mohn und Powidl zusammensetzt. Wenn sie mit dunkler Schokoladenglasur überzogen ist, heißt sie Zserbo oder Jerbeau, nach dem Schweizer Konditor Emile Gerbeaud (*1854–1919), tätig in Budapest.
Der Name Fächertorte kommt von Fächer im Sinne von Lagen oder Schichten (also Schichttorte, ungarisch „réteges torta“), hat also nichts mit dem Fächer zu tun, womit man sich Kühlung zufächelt.  
Die deutschsprachigen Juden der Doppelmonarchie nannten sie Fladentorte wie Friedrich Torberg in seinem Buch Die Tante Jolesch berichtet,  alle anderen hingegen Fächertorte. Die Juden in Budapest bezeichneten sie als Flódni.
Das klassische Rezept sieht vier getrennt aufeinander gestapelte Füllungen vor. Zuunterst eine Schicht aus gemahlenem Mohn, der mit einer Schicht Walnusspüree bedeckt ist. Es folgen Schichten mit Apfelscheiben und Powidl. Darüber eine dünne Kruste aus Keksteig, mit Staubzucker bestäubt.
Die Tageszeitung Kurier verortete die Fächertorte als Wiener Kulturgut.